# Megaselia vulcanica
Megaselia vulcanica är en tvåvingeart som beskrevs av Bridarolli 1951. Megaselia vulcanica ingår i släktet Megaselia och familjen puckelflugor. Inga underarter finns listade i Catalogue of Life.